# Élections législatives de 2002 dans les Hautes-Alpes
Les élections législatives françaises de 2002 se déroulent les 9 et 16 juin 2002. Dans le département des Hautes-Alpes, deux députés sont à élire dans le cadre de deux circonscriptions.

## Élus
| Circonscription | Député sortant    | Parti | Parti | Député élu ou réélu | Parti | Parti |
| --------------- | ----------------- | ----- | ----- | ------------------- | ----- | ----- |
| 1re             | Daniel Chevallier |       | PS    | Henriette Martinez  |       | UMP   |
| 2e              | Patrick Ollier    |       | RPR   | Joël Giraud         |       | PRG   |

## Résultats

### Résultats à l'échelle du département
| Parti                                            | Parti                                    | Premier tour | Premier tour | Second tour | Second tour | Sièges |
| Parti                                            | Parti                                    | Voix         | %            | Voix        | %           | Sièges |
| ------------------------------------------------ | ---------------------------------------- | ------------ | ------------ | ----------- | ----------- | ------ |
|                                                  | Union pour un mouvement populaire        | 19 623       | 30,85        | 31 109      | 51,08       | 1      |
|                                                  | Union pour la démocratie française       | 5 876        | 9,24         |             |             | 0      |
|                                                  | Divers droite                            | 2 922        | 4,59         | 0           |             |        |
|                                                  | Majorité présidentielle                  | 28 421       | 44,68        | 31 109      | 51,08       | 1      |
|                                                  |                                          |              |              |             |             |        |
|                                                  | Parti socialiste                         | 10 200       | 16,03        | 15 847      | 26,02       | 0      |
|                                                  | Parti radical de gauche                  | 9 676        | 15,21        | 13 947      | 22,90       | 1      |
|                                                  | Parti communiste français                | 2 604        | 4,09         |             |             | 0      |
|                                                  | Les Verts                                | 2 557        | 4,02         | 0           |             |        |
|                                                  | Gauche parlementaire                     | 25 037       | 39,36        | 29 794      | 48,92       | 1      |
|                                                  |                                          |              |              |             |             |        |
|                                                  | Front national                           | 4 776        | 7,51         |             |             | 0      |
|                                                  | Chasse, pêche, nature et traditions      | 1 542        | 2,42         | 0           |             |        |
|                                                  | Extrême droite dont MNR                  | 1 311        | 2,06         | 0           |             |        |
|                                                  | Extrême gauche dont LCR et LO            | 1 247        | 1,96         | 0           |             |        |
|                                                  | Divers écologiste dont LT-LNÉ, MÉI et GÉ | 995          | 1,56         | 0           |             |        |
|                                                  | Divers                                   | 286          | 0,45         | 0           |             |        |
|                                                  |                                          |              |              |             |             |        |
| Inscrits                                         | Inscrits                                 | 95 359       | 100,00       | 95 349      | 100,00      | 2      |
| Abstentions                                      | Abstentions                              | 30 242       | 31,71        | 31 737      | 33,29       |        |
| Votants                                          | Votants                                  | 65 117       | 68,29        | 63 612      | 66,71       |        |
| Blancs et nuls                                   | Blancs et nuls                           | 1 502        | 2,31         | 2 709       | 4,26        |        |
| Exprimés                                         | Exprimés                                 | 63 615       | 97,69        | 60 903      | 95,74       |        |
| Source : Ministère de l'Intérieur - Hautes-Alpes |                                          |              |              |             |             |        |

### Résultats par circonscription

#### Première circonscription (Gap)
| Candidat       | Candidat                  | Parti             | Premier tour | Premier tour | Second tour | Second tour |  |
| Candidat       | Candidat                  | Parti             | Voix         | %            | Voix        | %           |  |
| -------------- | ------------------------- | ----------------- | ------------ | ------------ | ----------- | ----------- |  |
|                | Daniel Chevallier sortant | PS                | 10 200       | 28,51        | 15 847      | 47,3        |  |
|                | Henriette Martinez élue   | UMP               | 8 337        | 23,3         | 17 655      | 52,7        |  |
|                | Jean-Michel Arnaud        | UDF               | 5 876        | 16,42        |             |             |  |
|                | Martine Lelièvre-Maaziz   | FN                | 2 785        | 7,78         |             |             |  |
|                | Jean-Louis Geiger         | diss. UDF         | 2 723        | 7,61         |             |             |  |
|                | Jean-Jacques Ferrero      | PCF               | 1 691        | 4,73         |             |             |  |
|                | Marie-Christine Bouchez   | Les Verts         | 1 063        | 2,97         |             |             |  |
|                | Patrick Faure             | CPNT              | 862          | 2,41         |             |             |  |
|                | Gérard Leroy              | LCR               | 515          | 1,44         |             |             |  |
|                | Nathalie Devant           | MNR               | 340          | 0,95         |             |             |  |
|                | Michel Boulfroy           | Extrême droite    | 320          | 0,89         |             |             |  |
|                | Élisabeth Thomas          | LO                | 243          | 0,68         |             |             |  |
|                | Sophie Martin             | Divers écologiste | 226          | 0,63         |             |             |  |
|                | Jacques Daudon            | Divers            | 220          | 0,61         |             |             |  |
|                | Chantal Zurfluh           | MÉI               | 174          | 0,49         |             |             |  |
|                | Christine Minéo           | GÉ                | 94           | 0,26         |             |             |  |
|                | Anne-Marie Janczak        | Divers            | 66           | 0,18         |             |             |  |
|                | Anita Gimenez             | CNIP              | 48           | 0,13         |             |             |  |
|                |                           |                   |              |              |             |             |  |
| Inscrits       | Inscrits                  | Inscrits          | 52 844       | 100,00       | 52 838      | 100,00      |  |
| Abstentions    | Abstentions               | Abstentions       | 16 190       | 30,64        | 17 463      | 33,05       |  |
| Votants        | Votants                   | Votants           | 36 654       | 69,36        | 35 375      | 66,95       |  |
| Blancs et nuls | Blancs et nuls            | Blancs et nuls    | 871          | 2,38         | 1 873       | 5,29        |  |
| Exprimés       | Exprimés                  | Exprimés          | 35 783       | 97,62        | 33 502      | 94,71       |  |

#### Deuxième circonscription (Briançon)
| Candidat       | Candidat                | Parti             | Premier tour | Premier tour | Second tour | Second tour |  |
| Candidat       | Candidat                | Parti             | Voix         | %            | Voix        | %           |  |
| -------------- | ----------------------- | ----------------- | ------------ | ------------ | ----------- | ----------- |  |
|                | Jean-Yves Dusserre      | UMP               | 11 286       | 40,55        | 13 454      | 49,10       |  |
|                | Joël Giraud élu         | PRG (PS)          | 9 676        | 34,77        | 13 947      | 50,90       |  |
|                | Nicole Samat            | FN                | 1 991        | 7,15         |             |             |  |
|                | François Labande        | Les Verts         | 1 494        | 5,37         |             |             |  |
|                | Antoine Guardabascio    | PCF               | 913          | 3,28         |             |             |  |
|                | Marie-Christine Pierre  | CPNT              | 680          | 2,44         |             |             |  |
|                | Jean-Pierre Bouteille   | MNR               | 340          | 1,22         |             |             |  |
|                | Marie-Alberte Johsua    | LCR               | 325          | 1,17         |             |             |  |
|                | Isabelle Gribout        | Extrême droite    | 311          | 1,12         |             |             |  |
|                | Georges Begue           | LT-LNÉ            | 204          | 0,73         |             |             |  |
|                | Jean-Claude Poissonnier | LO                | 164          | 0,59         |             |             |  |
|                | Sylviane Carenzo        | CNIP              | 151          | 0,54         |             |             |  |
|                | Isabelle Vigilante      | Divers écologiste | 118          | 0,42         |             |             |  |
|                | Oonagh Weldo            | MÉI               | 105          | 0,38         |             |             |  |
|                | Jean-Philippe Leffre    | GÉ                | 74           | 0,27         |             |             |  |
|                | Marc Russeil            | Divers droite     | 0            | 0            |             |             |  |
|                |                         |                   |              |              |             |             |  |
| Inscrits       | Inscrits                | Inscrits          | 42 515       | 100,00       | 42 511      | 100,00      |  |
| Abstentions    | Abstentions             | Abstentions       | 14 052       | 33,05        | 14 274      | 33,58       |  |
| Votants        | Votants                 | Votants           | 28 463       | 66,95        | 28 237      | 66,42       |  |
| Blancs et nuls | Blancs et nuls          | Blancs et nuls    | 631          | 2,22         | 836         | 2,96        |  |
| Exprimés       | Exprimés                | Exprimés          | 27 832       | 97,78        | 27 401      | 97,04       |  |